# Corbeta

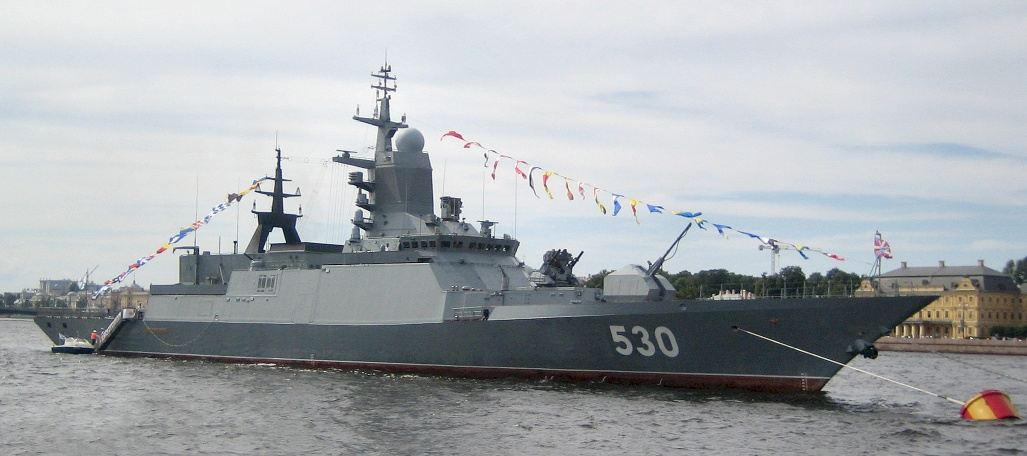
La moderna corbeta russa Steregushchiy -Стерегущий- (vigilant), fotografiada a Sant Petersburg.

Una corbeta és un vaixell de guerra petit, maniobrable i amb un armament lleuger. Aquesta denominació es referix tant un tipus de vaixell de vela amb una sola coberta i 2 pals utilitzat des de finals del segle xvii fins al segle xix, com a les corbetes modernes utilitzades des de la Primera Guerra Mundial per a escortar mercants i les aigües costaneres. En vaixells mercants els termes corbeta i bricbarca són sinònims.

## Etimologia
El mot corbeta prové del francès corvette. En francès té un origen incert, si bé probablement és d'origen germànic, perquè sembla que està emparentat amb altres paraules de llengües germàniques, com Korf (del baix alemany mitjà) i korver (del neerlandès mitjà), que són noms de vaixells.

## Història

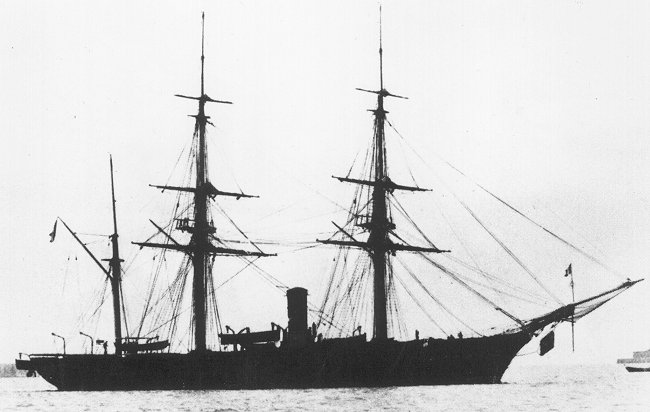
Corbeta francesa FS Dupleix (1856–1887).

### Corbetes a vela
Cap al 1670 apareixen a la Marina Francesa els primers vaixells de guerra denominats corbeta (de l'holandès korf -tipus del vaixell- i del sufix diminutiu francès -ette). Es tractava d'un vaixell de guerra lleuger de dos pals àmpliament utilitzat en les marines del segle xviii, que disposava d'una única coberta de combat amb una única bateria un màxim d'uns 20  canons. La seva missió era l'escorta del  trànsit mercant, vigilància litoral i de vegades exploració per a les esquadres de guerra. Igual que la fragata, va desaparèixer a mitjans del segle xix.

### Ressorgiment: la Segona Guerra Mundial
Les corbetes van ressorgir a Gran Bretanya durant la Segona Guerra Mundial, ja que calia combatre l'amenaça que suposaven els submarins alemanys, però no podia permetre la despesa d'escortar tots els mercants amb destructors. Per això van desenvolupar la corbeta com a vaixell d'escorta modest però amb qualitats marineres, amb la missió d'acompanyar als vaixells mercants de port a port. Aquests primers dissenys moderns comptaven amb un desplaçament entorn de les 1.000 tones. El disseny va ser realitzat basant-se en un petit vaixell balener d'una sola hèlice, apte per a construir-se en petites drassanes arreu del país i anomenats genèricament classe Flower. Aquests tenien un armament lleuger però eren capaços de navegar amb mala mar i van demostrar ser una bona plataforma antisubmarina.
Winston Churchill com a Primer Lord de l'Almillarat, i després com a Primer Ministre, va impulsar la denominació d'aquests vaixells com a "corbeta". Els britànics van construir més de 200 unitats d'una nova generació de corbetes de la classe Flower, amb millors capacitats que les classes anteriors però mantenint un tonatge de menys a 2.000 tones, després es construí la classe Castle amb millor armament i capacitat oceànica. La funció principal de les corbetes del Regne Unit va ser la de protegir els combois a l'Atlàntic nord i en les rutes d'abastiment de l'URSS des del Regne Unit.

### La corbeta contemporània

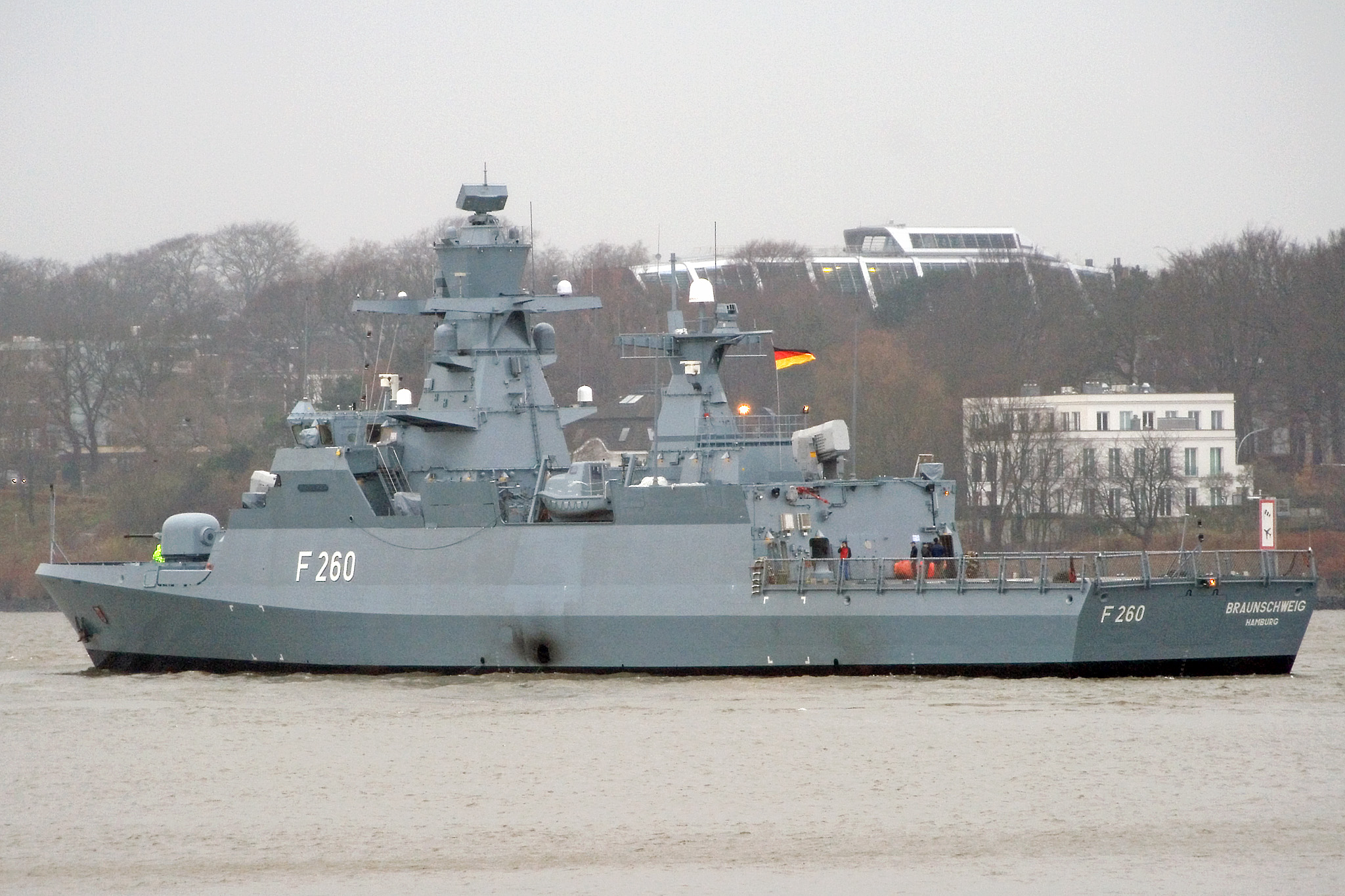
Corbeta de la classe Braunschweig, de l'Armada alemanya.

La corbeta moderna és un vaixell de guerra amb un desplaçament de 500 a 2.000 tones, que tenen per missions principals la vigilància i defensa de les aigües territorials així com missions oceàniques ocasionals i de curta durada. Es diferencien fonamentalment d'una llanxa ràpida d'atac (FAC) o una llanxa patrullera en el fet que disposen d'electrònica i mitjans de combat pròxims als d'una fragata, encara que amb menor autonomia i abast.
La majoria de països amb costa són capaços de construir vaixells de la mida d'una corbeta, ja sigui en drassanes comercials o pròpies. Tot i això el conjunt de sensors, armes i altres sistemes d'una nau de combat són adquirits al mercat internacional i poden suposar un 60% del cost total.
Les corbetes actuals estan equipades amb equips de radar i sonar i disposen d'armament i electrònica sofisticats. Habitualment compten amb un canó de fins a 76 mm, una bateria amb míssils antivaixells (com per exemple l'Exocet), míssils superfície-aire o canons automàtics antiaeris, armes antisubmarines i metralladores.